# Metropolitanato de Derkos
El metropolitanato de Derkos (o Derkoi) (en griego: Ἱερὰ Μητρόπολης Δέρκων) es una diócesis de la Iglesia ortodoxa perteneciente al patriarcado de Constantinopla, con sede en el barrio de Tarabya en la parte europea de Estambul en Turquía. Su titular lleva el título de metropolitano de Derkos, el más honorable ('hipertimos') y exarca del Bósforo, Tracia y Cyanea (en griego: Ο Δέρκων, υπέρτιμος και έξαρχος Βοσπόρου Θρακικοῦ καί Κυανέων). Es una antigua sede metropolitana de la provincia romana de Europa y en la diócesis civil de Tracia y en el patriarcado de Constantinopla. 

## Territorio
El territorio del metropolitanato se encuentra en la provincia de Estambul. El área del metropolitanato limita al norte con el mar Negro; al este con el estrecho del Bósforo y con la arquidiócesis de Constantinopla; al sur con el mar de Mármara y con los metropolitanatos de Metres y Atira y de Selimbria; y al oeste con el metropolitanato de Tyroloi y Serention.
Además de Tarabya y de Durusu, otras localidades, distritos o barrios del metropolitanato son Yeniköy, Büyükdere, Yeni-Mahalle, Bakırköy y Yeşilköy.
Constituye uno de los diez distritos eclesiásticos activos del patriarcado en territorio turco, junto con la arquidiócesis de Constantinopla y los metropolitanatos de Adrianópolis, Ancyra, Calcedonia, Esmirna, Imbros y Ténedos, Islas de los Príncipes, Pisidia y Prusa.

## Historia
El área habitada de Derkos, hoy identificable como Durusu (o Terkos) en el distrito de Çatalca de la actual Turquía, está atestiguada desde la antigüedad clásica, pero solo en tiempos del emperador Anastasio I se elevó al rango de ciudad en 507 y fue reconstruida como fortaleza para la defensa de la región norte de Constantinopla. La fundación de la diócesis probablemente se remonta a esta época, atestiguada con el nombre de diócesis de Derkos y Chele (Επισκοπή Δέρκων και Χήλης) y conocida como un centro monofisita en la primera mitad del siglo VI.
Inicialmente diócesis sufragánea del metropolitanato de Heraclea en la provincia romana de Europa y en la diócesis civil de Tracia, a comienzos del siglo VIII fue elevada al rango de arquidiócesis autocéfala, sujeta inmediatamente al patriarca de Constantinopla. En este mismo período se atestigua por primera vez en algunas Notitiae Episcopatuum en el lugar 36 y 42 entre las arquidiócesis autocéfalas del patriarcado Constantinopolitano.
El primer testimonio de un prelado de Derkos se remonta al concilio de Nicea II de 787, en el que participó Gregorio, quien firmó las actas junto con los otros arzobispos presentes. En el Concilio de Constantinopla en 879-880 que rehabilitó al patriarca Focio, participaron dos arzobispos, Macario y Neófito, consagrados por los dos patriarcas que competían entre ellos, Focio e Ignacio. En la Notitia Episcopatuum atribuida al emperador León VI y fechada a principios del siglo X, Derkos se menciona en el lugar 25 entre las arquidiócesis autocéfalas del patriarcado. El arzobispo Constantino participó en el concilio anti-jacobita de 1030, y un arzobispo no identificado participó en el Concilio de Blachernae contra Juan Italos en 1082.
Las actas de los sínodos patriarcales atestiguan la presencia ininterrumpida de los arzobispos de Derkos desde 997 hasta 1197. En 1157 el arzobispo Juan III solicitó trasladar su cuartel general desde Derkos, entonces reducida a una simple villa, al más poblado y central Filea, sin embargo, el sínodo no aceptó su solicitud.
En la primera mitad del siglo XIII, la sede, como todo el Imperio bizantino, fue ocupada por los ejércitos cruzados, que interrumpieron la serie episcopal de prelados ortodoxos para establecer obispos y arzobispos del rito latino. En el período de dominio latino en 1204–1247, se instaló un obispo católico sobre la sede (Derkensem), que estaba subordinado directamente al patriarcado latino de Constantinopla. Ya no se conocen arzobispos ortodoxos de Derkos hasta la segunda mitad del siglo XIII, con un arzobispo anónimo que firmó el acta de unión con la Iglesia católica en julio de 1274. En 1355 la sede se unió brevemente con la metrópolis de Bizye, bajo Neófito. Tras la conquista de Heraclea Pontica por los turcos otomanos en 1360, en enero de 1365, el arzobispado de Derkos fue asignado al metropolitano de Heraclea para apoyarlo con sus ganancias. Esto duró hasta circa marzo de 1371, cuando el arzobispado es nuevamente atestiguado como una entidad separada. Alrededor de 1380 la arquidiócesis fue elevada al estado de sede metropolitana sin sufragáneas.
La ocupación por el Imperio otomano a principios de 1453 condujo a la supresión del metropolitanato debido a la despoblación de griegos. El sínodo patriarcal de junio de 1655 restableció el metropolitano de Derkos y transfirió su sede a Therapia, hoy un barrio de Estambul con el nombre de Tarabya en el distrito de Sarıyer. En ese mismo sínodo, la sede se conoció con el doble nombre de Derkos y Néochorio, un título aún atestiguado en 1855.
En 1746 el patriarca Paisio II elevó la metrópolis de Derkos al octavo lugar entre las sedes metropolitanas del patriarcado, después de Calcedonia y antes de Salónica.
El 4 de junio de 1821 el metropolitano Gregorio III fue colgado por los otomanos en represalia por la guerra de independencia griega.
En 1908 la metrópolis comprendía 41 aldeas en las cercanías de Constantinopla y a lo largo de las costas del mar Negro y el mar de Mármara.
Tras el Tratado de Lausana, para poner fin a la guerra greco-turca, en 1923 se llevó a cabo un intercambio de poblaciones entre Grecia y Turquía que condujo a una reducción drástica de la presencia cristiana en la región de Constantinopla y en la Turquía europea. La sede de Derkos perdió a la mayoría de sus fieles, que solo permanecieron en los suburbios de Estambul. Se acentuó aún más con el pogromo de Estambul de 1955, durante el cual se quemaron seis iglesias y el palacio episcopal. En 1956 tenía unos 4200 fieles.
La sede actual de los metropolitanos de Derkos está en el barrio Tarabya de Estambul, donde se encuentra la catedral de Agia Paraskevi. El actual metropolitano es Apostolos Danielidis, nombrado el 29 de agosto de 2011. Es miembro por derecho del sínodo patriarcal.

## Cronología de los arzobispos y metropolitanos
- Gregorio I † (mencionado en 787)
- Macario I † (mencionado en 879)
- Neófito I † (mencionado en 879)
- Juan I † (mencionado en 997)
- Constantino † (mencionado en 1030)[17]
- Anónimo † (mencionado en 1038)[17]
- Anónimo † (mencionado en 1082)[17]
- Anónimo † (mencionado en 1116)[17]
- Juan III † (mencionado en 1157 y 1166)[17]
- Miguel † (mencionado de 1170 a 1177)[17]
- Jorge † (mencionado en 1192)[17]
- Gregorio II † (mencionado en 1197)[17]
- Anónimo † (mencionado en 1274)
- Constantino † (antes de 1276-después de 1285)
- Macario † (aproximadamente 1289/1294)
  - Teodolo † (mencionado en 1316) (administrador)
- Lucas † (antes de 1324-después de 1329)
- Gabriel † (mencionado en 1351)
- Anónimo † (mencionado en 1365, 1366 y 1371)
- Pablo † (antes de 1379-después de 1381)
- Anónimo † (mencionado en 1384 y 1387)
- José † (mencionado en 1389)
- Anónimo † (mencionado en 1393, 1395 y 1401)
- Acacio † (mencionado de 1443 a 1452)
- Anónimo † (mencionado en 1466)
  - Sede suprimida (siglos XV-XVII)
- Anónimo † (mencionado en 1629)
- Daniel † (mencionado en 1634)
- Atanasio I † (?-1640 falleció)
- Crisante I † (diciembre de 1640-?)
- Atanasio II (junio de 1655-mayo de 1660)
- Crisante II † (diciembre de 1660-septiembre de 1673 renunció)
- Macario II † (11 de septiembre de 1673-octubre de 1688)
- Nicodemo I † (1689-?)
- Neófito II † (mencionado en 1707 y 1708)
- Nicodemo II † (mencionado en 1710)
- Cirilo † (mencionado en 1715)
- Nicodemo III † (mencionado en 1719/1720)
- Antimo † (mencionado en 1721)
- Nicodemo IV † (septiembre de 1722-diciembre de 1731 falleció)
- Samuel Kantzeres † (diciembre de 1731-24 de mayo de 1763 elegido patriarca Constantinopla) 
  - Gioannizzo † (mencionado en 1765)
- Dionisio Samoucrasas † (agosto de 1763-octubre de 1773)
- Ananías † (7 de marzo de 1774-25 de marzo de 1791 falleció)
  - Samuel II † (mencionado en 1781 y 1782)
- Gerásimo † (mayo de 1791-3 de marzo de 1794 elegido patriarca Constantinopla)
- Macario Balasakis † (4 de marzo de 1794-junio de 1801 elegido metropolitano de Éfeso)
- Gregorio III † (junio de 1801-4 de junio de 1821 falleció)
- Jeremías † (9 de junio de 1821-9 de julio de 1824 depuesto)
- Nicéforo Pilousiotis † (17 de noviembre de 1824-noviembre de 1835 falleció)
- Germán † (noviembre de 1835- 14 de junio de 1842 elegido patriarca Constantinopla)
- Neófito Psaroudis † (junio de 1842-13 de marzo de 1853 falleció)
  - Panarotes † (mencionado en 1850)
- Gerásimo Pournaras † (15 de marzo de 1853-12 de marzo de 1865 falleció)
- Neófito Drymadis † (14 de marzo de 1865-5 de agosto de 1875 falleció)
- Joaquín Krousouloudis † (7 de agosto de 1875-1 de octubre de 1884 elegido patriarca Constantinopla)
- Calinico Fotiadis † (20 de diciembre de 1884-8 de mayo de 1924 elegido metropolitano de Éfeso)
- Constantino Arampoglous † (8 de mayo de 1924-17 de diciembre de 1924 elegido patriarca Constantinopla)
- Focio Matiadis † (17 de enero de 1925-7 de octubre de 1929 elegido patriarca Constantinopla)
- Ambrosio Xenakes (Stavrinos) † (24 de octubre de 1929-9 de diciembre de 1931 falleció)
- Joaquín Pelekanos † (12 de diciembre de 1931-23 de enero de 1950 falleció)
- Santiago Papapaislou † (27 de mayo de 1950-1 de marzo de 1977 renunció)
- Constantino Charisiadis † (15 de marzo de 1977-29 de agosto de 2011 elegido metropolitano titular de Nicea)
- Apostolos Danielidis, desde el 29 de agosto de 2011

## Parroquias
Los siguientes templos están actualmente activos:
- Iglesia de Agia Paraskevi, en Tarabya
- Iglesia de San Paraskevi, en Büyükdere
- Iglesia de San Juan, en Yeni-Mahalle
- Iglesia de San Jorge, en Bakırköy
- Iglesia de San Esteban, en Yeşilköy
- Iglesia de la Ascensión, en el cementerio de Büyükdere
- Iglesia de San Jorge, en el cementerio de Büyükdere
- Iglesia de Santa Elena, en el cementerio de Tarabya